# Vitesse in het seizoen 1895/96
| Gelderse competitie NVB |    |
| ----------------------- | -- |
| Wedstrijden             | 4  |
| Gewonnen                | 4  |
| Gelijk                  | 0  |
| Verloren                | 0  |
| Thuis                   | 2  |
| Uit                     | 2  |
| Doelsaldo               | +8 |
| voor                    | 13 |
| tegen                   | 5  |
| ‘De Nul’                | 0  |

Vitesse kwam in het seizoen 1895/1896 voor het tweede seizoen op rij uit in de Gelderse competitie van de Nederlandse Voetbal Bond (NVB).

## Samenvatting
In het vierde seizoen van haar bestaan speelde Vitesse competitiewedstrijden in de Gelderse competitie van de NVB. Vitesse werd zonder puntverlies kampioen van deze competitie en promoveerde hierdoor naar de Eerste klasse Oost.
Vitesse speelde in een clubtenue bestaande uit een "witte trui met blauwe sjerp", refererend aan de stadskleuren van Arnhem.

## Selectie en statistieken
Legenda
| - W Wedstrijden - Doelpunten - B Basisplaatsen |

| Nat.               | Spelersnaam           | Gelderse comp. | Gelderse comp. | Gelderse comp. |
| Nat.               | Spelersnaam           | W              |                | B              |
| ------------------ | --------------------- | -------------- | -------------- | -------------- |
| Vlag van Nederland | Rudy d'Arnaud Gerkens | 4              | 0              | 4              |
| Vlag van Nederland | Frits Couvée          | 1              | 0              | 1              |
| Vlag van Nederland | Bernard Dezentjé      | 1              | 0              | 1              |
| Vlag van Nederland | Gaspard Dezentjé      | 4              | 1              | 4              |
| Vlag van Nederland | Edmond Dezentjé       | 3              | 0              | 3              |
| Vlag van Nederland | Eli Dezentjé          | 3              | 0              | 3              |
| Vlag van Nederland | Frans Dezentjé        | 1              | 0              | 1              |
| Vlag van Nederland | Fons Donkers          | 3              | 0              | 3              |
| Vlag van Nederland | Karel Fischer         | 3              | 0              | 3              |
| Vlag van Nederland | Piet Hendriks         | 1              | 2              | 1              |
| Vlag van Nederland | Rein Hendriks         | 1              | 0              | 1              |
| Vlag van Nederland | Edward Hesselink      | 1              | 0              | 1              |
| Vlag van Nederland | Herman Hesselink      | 3              | 3              | 3              |
| Vlag van Nederland | Willem Hesselink      | 4              | 1              | 4              |
| Vlag van Nederland | Jan Jager             | 4              | 0              | 4              |
| Vlag van Nederland | Johannes Krantz       | 3              | 0              | 3              |
| Vlag van Nederland | Harry Roqué           | 3              | 1              | 3              |
| Vlag van Nederland | Jan van der Zande     | 1              | 0              | 1              |
| Totaal             | Totaal                | 4              | 13             | 44             |
| Nat.               | Spelersnaam           | W              |                | B              |
| Nat.               | Spelersnaam           | Gelderse comp. |                |                |

### Topscorers
| Gelderse competitie NVB: \| Nr. \| Naam \| \| \| --------------------------- \| --------------------------- \| -- \| \| 1 \| Herman Hesselink \| 3 \| \| 2 \| Piet Hendriks \| 2 \| \| 3 \| Gaspard Dezentjé \| 1 \| \| 3 \| Willem Hesselink \| 1 \| \| 3 \| Harry Roqué \| 1 \| \| Eigen doelpunt tegenstander \| Eigen doelpunt tegenstander \| 1 \| \| Doelpuntenmaker onbekend \| Doelpuntenmaker onbekend \| 4 \| \| Totaal \| Totaal \| 13 \| |                             |              |
| Nr. | Naam                        | Doelpunt(en) |
| 1 | Herman Hesselink            | 3            |
| 2 | Piet Hendriks               | 2            |
| 3 | Gaspard Dezentjé            | 1            |
| 3 | Willem Hesselink            | 1            |
| 3 | Harry Roqué                 | 1            |
| Eigen doelpunt tegenstander | Eigen doelpunt tegenstander | 1            |
| Doelpuntenmaker onbekend | Doelpuntenmaker onbekend    | 4            |
| Totaal | Totaal                      | 13           |

## Wedstrijden
Bron: Vitesse Statistieken
| Legenda    |
| ---------- |
| Winst      |
| Gelijkspel |
| Verlies    |

### Gelderse competitie NVB
| Datum            | Thuis   | Uitslag   | Uit     | Doelpuntenmakers Vitesse                       | Bijzonderheden                                                     |
| ---------------- | ------- | --------- | ------- | ---------------------------------------------- | ------------------------------------------------------------------ |
| 17 november 1895 | Get On  | 1–4       | Vitesse | ?                                              | Laatste wedstrijd van Frans Dezentjé; hij vertrekt naar Oost-Indië |
| 24 november 1895 | Vitesse | 2–1 (1–1) | Quick   | ? (e.d.; 1–1), H. Hesselink (2–1)              |                                                                    |
| 8 december 1895  | Quick   | 1–3 (0–0) | Vitesse | H. Hesselink (2x; 1–2, 1–3), G. Dezentjé (0–1) |                                                                    |
| 9 februari 1896  | Vitesse | 4–2 (3-0) | Get On  | P. Hendriks (2x), W. Hesselink, Roqué          |                                                                    |

### Oefenwedstrijden
| Datum            | Thuis          | Uitslag   | Uit      | Doelpuntenmakers Vitesse                                 | Bijzonderheden                                           |
| ---------------- | -------------- | --------- | -------- | -------------------------------------------------------- | -------------------------------------------------------- |
| 6 oktober 1895   | Vitesse        | 2–0 (2–0) | Get On   | ?                                                        | Wedstrijd kort na eerste helft gestaakt vanwege regenval |
| 3 november 1895  | Quick          | 0–4 (0–3) | Vitesse  | W. Hesselink (2x; 0–1, 0–2), H. Hesselink (2x; 0–3, 0–4) |                                                          |
| 14 december 1895 | Vitesse        | 1–5       | Go Ahead | ?                                                        |                                                          |
| 25 december 1895 | Rapiditas      | 9–0 (2–0) | Vitesse  | (–)                                                      |                                                          |
| 17 mei 1896      | Zutphania 1891 | 1–4 (0–1) | Vitesse  | H. Hesselink (1–2), ?                                    |                                                          |

## Eindstand Gelderse competitie NVB 1895/'96
Bron: Arjan Molenaar & Rien Bor, 111 jaar Vitesse: De sportieve geschiedenis van Vitesse 1892-2003, Arnhem, 2003. ISBN 90-9017300-5
| Pos. | Club    | Plaats     | GS | W | G | V | Pnt. | DS        |
| ---- | ------- | ---------- | -- | - | - | - | ---- | --------- |
| 1    | Vitesse | Arnhem     | 4  | 4 | 0 | 0 | 8    | +8 (13-5) |
| 2    | Get On  | Wageningen | 4  | 1 | 1 | 2 | 3    | −2 (6-8)  |
| 3    | Quick   | Nijmegen   | 4  | 0 | 1 | 3 | 1    | −6 (2-8)  |